# Surwile
Surwile (deutsch Serwillen) ist ein Ort in der polnischen Woiwodschaft Ermland-Masuren und gehört zur Stadt- und Landgemeinde Węgorzewo (Angerburg) im Powiat Węgorzewski (Kreis Angerburg).

## Geographische Lage
Surwile liegt südlich vom Serwiller Teich (polnisch Staw Surwile) im Nordosten der Woiwodschaft Ermland-Masuren. Die Kreisstadt Węgorzewo (Angerburg) liegt zwölf Kilometer entfernt in nordöstlicher Richtung.

## Geschichte
Der vor 1785 Serwilten genannte Ort bestand vor 1945 aus einem großen Gut. Im Jahre 1874 wurde er in den neu errichteten Amtsbezirk Salzbach (polnisch Solanka) eingegliedert, der zum Kreis Rastenburg im Regierungsbezirk Königsberg der preußischen Provinz Ostpreußen gehörte. Im Gutsbezirk  Serwillen waren im Jahre 1910 insgesamt 101 Einwohner gemeldet.
Am 30. September 1928 schloss sich der Gutsbezirk Serwillen mit dem Nachbargutsbezirk Taberlack (polnisch Tarławki) zur neuen Landgemeinde Taberlack zusammen und gehörte seitdem bis 1945 zum Amtsbezirk Steinort (polnisch Sztynort) im Kreis Angerburg im Regierungsbezirk Gumbinnen der preußischen Provinz Ostpreußen.
Im Jahre 1945 kam Serwillen mit dem gesamten südlichen Ostpreußen zu Polen und trägt seitdem die polnische Namensform „Surwile“. Heute ist das Dorf eine Ortschaft im Verbund der Stadt- und Landgemeinde Węgorzewo im Powiat Węgorzewski, vor 1998 der Woiwodschaft Suwałki, seither der Woiwodschaft Ermland-Masuren zugehörig.

## Kirche
Bis 1945 gehörte Serwillen zur evangelischen Pfarrkirche Drengfurth in der Kirchenprovinz Ostpreußen der Kirche der Altpreußischen Union und zur katholischen Kirche Zum Guten Hirten in Angerburg im damaligen Bistum Ermland. Heute ist Surwile in die katholische Heilig-Kreuz-Kirche in Srokowo im jetzigen Erzbistum Ermland der Römisch-katholischen Kirche in Polen bzw. in die evangelische Kirchengemeinde in Srokowo, einer Filialgemeinde der Pfarrei in Kętrzyn (Rastenburg) in der Diözese Masuren der Evangelisch-Augsburgischen Kirche in Polen, eingepfarrt.

## Verkehr
Surwile liegt an einer Nebenstraße, die die Woiwodschaftsstraße 650 bei Lesieniec (Waldenthal) über Silec (Schülzen) – beide Orte gehören zum Powiat Kętrzyński (Kreis Rastenburg) – mit Tarławki (Taberlack) und Kamionek Wielki (Ziegelei Steinort) verbindet. Außerdem führt ein Landweg von Srokowo (Drengfurth) über Księży Dwór (Fürstenhof) nach Surwile.
Die nächste Bahnstation ist Kamionek Wielki an der allerdings nicht mehr regulär betriebenen Bahnstrecke Kętrzyn–Węgorzewo (Rastenburg–Angerburg). Bis 1945 bestand außerdem Anschluss über Schülzen (polnisch Silec) an die Bahnstrecke Rastenburg–Drengfurth der Rastenburger Kleinbahnen.